# Ознакомление с материалами уголовного дела в уголовном процессе России
Ознакомление с материалами уголовного дела — процессуальное действие.

## История
В уголовном праве Российской империи «актовый просмотр» при уголовном производстве был разрешён только прокуратуре; адвокат мог прочесть дело по окончании предварительного следствия, а обвиняемый не мог этого делать совсем.

## Современное законодательство
В соответствии с российским УПК, обвиняемый и его защитник имеют право ознакомиться с материалами уголовного дела без ограничений во времени (УПК ст. 217, п. 3). Ограниченно с уголовным делом могут знакомиться такие участники уголовного процесса, как свидетели, также по ходатайству гражданского истца, гражданского ответчика и их представителей следователь знакомит этих лиц с материалами уголовного дела полностью или частично. По окончании ознакомления обвиняемого и его защитника с материалами уголовного дела следователь составляет протокол, оформленный в соответствии с требованиями УПК. Потерпевший наделен правом (УПК ст. 216) знакомиться с материалами уголовного дела как в ходе предварительного расследования, так и после его завершения, в ходе подготовки к суду, непосредственно в судебном разбирательстве, а также на стадиях обжалования приговора.

Ознакомление обвиняемого и его защитника с материалами уголовного дела на этапе окончания предварительного следствия имеет большое значение, поскольку позволяет им оценить собранные доказательства, заявить ходатайства о проведении дополнительных следственных действий, сформировать свою позицию для участия в судебном разбирательстве.— «Теория и практика общественного развития» (2013, № 10), стр. 406
Уголовно-процессуальное законодательство России не содержит норм, позволяющих лицу, в отношении которого прекращено производство по уголовному делу, знакомиться с материалами уголовного дела.
Определение Конституционного суда РФ от 11 июля 2006 года № 300-О подтвердило, что до окончания предварительного расследования потерпевший имеет право знакомиться с постановлениями о привлечении конкретных лиц в качестве обвиняемых; знать состав следственной группы, осуществляющей предварительное расследование по делу; и знакомиться с постановлениями о назначении судебных экспертиз (независимо от их вида), с экспертными заключениями и поступившими от участников производства по уголовному делу жалобами и представлениями (в тех случаях, когда ими затрагиваются права и законные интересы потерпевшего).

## Проблемы
- Намеренное затягивание ознакомления с материалами уголовного дела является широко распространенным, но далеко не единственным, процессуальным нарушением, активно практикуемым адвокатами участников уголовного судопроизводства с целью помочь подсудимому освободиться от ответственности, чаще всего в связи с истечением сроков давности[2] преступлений. По мнению некоторых специалистов, уклонение от ознакомления с материалами уголовного дела, умышленное затягивание времени ознакомления стали серьёзной проблемой, как для представителей стороны обвинения, так и для суда[3], причем эффективных рычагов воздействия на адвокатов и подсудимых, намеренно затягивающих расследование уголовных дел указанным выше способом, не существует[4]. Однако, суд зачастую принимает соответствующие контрмеры, например, выносит решение, ограничивающее сроки ознакомления с материалами дела, как это произошло по делу Кировлеса, в котором защита Алексея Навального активно затягивала процесс с ознакомлением уголовного дела, в свою очередь сторона защиты может направить апелляционную жалобу о незаконном, по мнению адвокатов, ограничении времени для ознакомления с материалами дела[5]. Заинтересованные лица доходят до того, что не спеша переписывают материалы дела от руки, несмотря на то, что сторона обвинения предлагает их качественные копии или электронные версии[6]. Несмотря на то, что волокита с ознакомлением уголовного дела входит в основу тактики затягивания процесса, она не исключает применения таких уловок, как госпитализация обвиняемого, заявление различных ходатайств, к примеру, для истребования новых доказательств, отводы адвокатам по назначению либо неявка адвоката по соглашению, обжалование приговора с затягиванием ознакомления с протоколом судебного заседания апелляционной инстанции[7], направление дополнительных апелляционных жалоб, жалоб в прокуратуру и следственный комитет, а также других методов, способствующих нарушению разумного срока уголовного судопроизводства, в том числе неполучение судебных повесток лицами находящимися под подпиской, получение ими больничных листов.
- Нередки случаи, когда следователи и дознаватели, опасаясь ответственности за волокиту, подделывают подписи обвиняемых[8].